# 真雙型齒翼龍科
真雙型齒翼龍科（Eudimorphodontidae）是翼龍目的一科，生存於三疊紀晚期（诺利阶到瑞替階）。
在1978年，彼得·沃爾赫費爾（Peter Wellnhofer）建立這個分類單元，以包含真雙型齒翼龍。一些種系發生學研究認為真雙型齒翼龍科是曲頜形翼龍科的次異名。也有研究認為真雙型齒翼龍科比Macronychoptera演化支還原始；Macronychoptera演化支包含：曲頜形翼龍科、更進階型的Breviquartossa演化支。近年有研究人員提出真雙型齒翼龍科包含五种：空枝翼龍、Raeticodactylus、以及真雙型齒翼龍的三個種，但並沒有提出種系發生學分析。近年的一個研究，提出真雙型齒翼龍科的種系發生學定義，並發現蓓天翼龍是其最近親。不同於前述研究，他們發現真雙型齒翼龍屬本身是個單系群，並增列真雙型齒翼龍科的兩個亞科。真雙型齒翼龍亞科（Eudimorphodontinae）包含親緣關係接近於真雙型齒翼龍、離Raeticodactylus較遠的所有物種；Raeticodactylinae的定義則是相反狀況。